# مجلس التنسيق السعودي العماني
مجلس التنسيق السعودي العماني هو مجلس تنسيقي يشمل جميع مجالات التعاون والعمل المشترك بين المملكة العربية السعودية وسلطنة عمان. أنشئ في 11 يوليو 2021م الموافق الأول من شهر ذي الحجة 1442هـ خلال زيارة سلطان عمان هيثم بن طارق للمملكة العربية السعودية ولقائه مع خادم الحرمين الشريفين الملك سلمان بن عبد العزيز في مدينة نيوم شمال غرب المملكة، وهي أول زيارة خارجية للسلطان هيثم منذ توليه الحكم، وأول لقاء رسمي للملك سلمان منذ جائحة فيروس كورونا التي بدأت مطلع عام 2020.

## أهداف المجلس
يهدف مجلس التنسيق السعودي العماني إلى وضع رؤية مشتركة لتعميق واستدامة العلاقات بين البلدين، كما يهدف إلى رفع مستوى التكامل بين البلدين في المجالات السياسية، والاقتصادية، والأمنية، والعسكرية، والتنمية البشرية، بالإضافة إلى وضع إطار للاتفاقيات والمشروعات المشتركة بين البلدين.